# آلویس کاداموستو

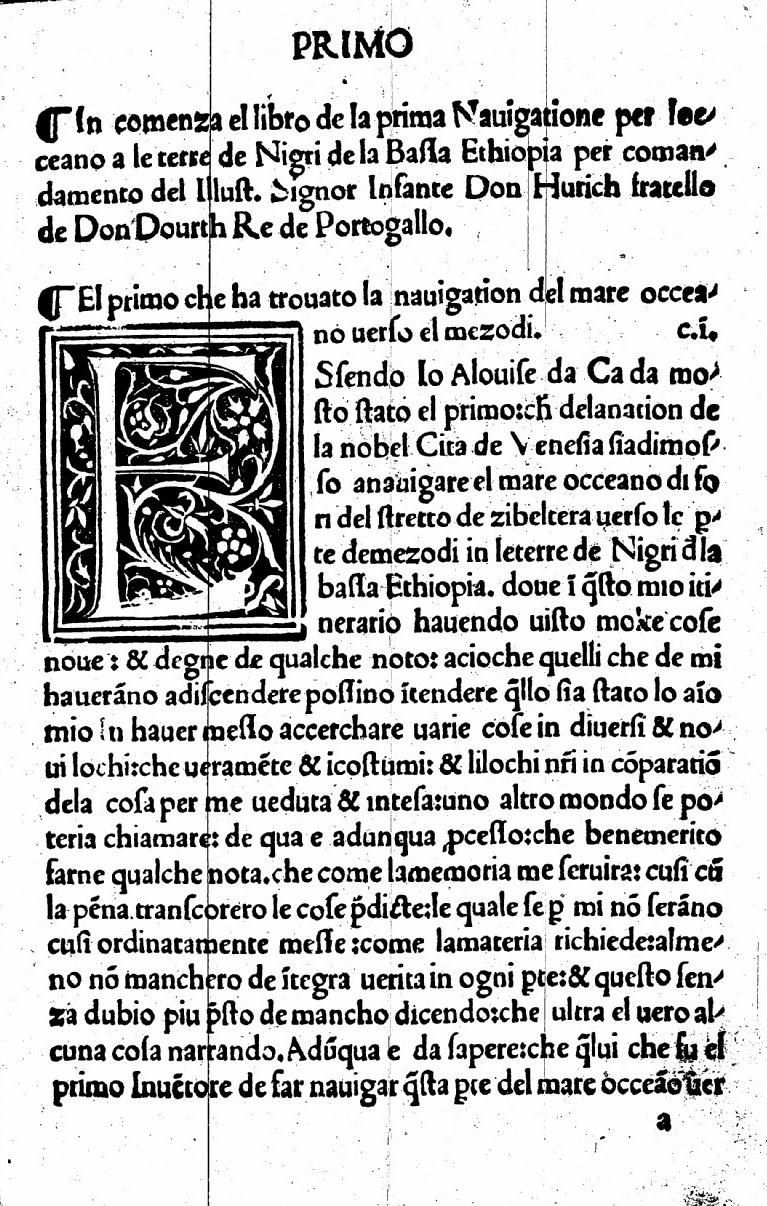
مونتالبودو، Paese_novamente_retrovati 1507، صفحه اول روایت توسط آلوید دا کا دا موستو

آلویس کاداموستو (Alvise Cadamosto) یا آلوید دا کا دا موستو (Alvide da Ca' da Mosto) (که در پرتغالی با نام لوییس کادامستو نیز شناخته می‌شود، زاده حدود ۱۴۳۲ و درگذشت در۱۸ ژوئیه ۱۴۸۸)، کاوشگر ونیزی و تاجر برده بود که توسط شاهزاده پرتغالی، هنری دریانورد استخدام شد و دو سفر شناخته شده به غرب آفریقا را در سال‌های ۱۴۵۵ و ۱۴۵۶ انجام داد، او در این سفرها کاپیتان جنوایی، آنتونیوتو اوسودیماره را همراهی کرد. کشف جزایر کیپ ورد و نقاطی در امتداد ساحل گینه، از رودخانه گامبیا تا رودخانه گبا (در گینه بیسائو) که بزرگ‌ترین دستاورد در اکتشافات هنریکن از سال ۱۴۴۶ به‌شمار می‌رود به کاداموستو و همراهانش نسبت داده می‌شود. گزارش‌های کاداموستو از سفرهایش شامل مشاهده‌های دقیق وی از جوامع غرب آفریقا برای مورخان ارزشمند بوده‌است.

## پس‌زمینه
آلویس در کاخی واقع در کانال بزرگ در ونیز، با نام کا دا ماستو متولد شده‌است که نام او برگرفته از آن است. پدر او جیووانی دا موستو یک کارمند دولتی و بازرگان ونیزی و مادرش، الیزابت کوئرینی از یک خانواده پیشرو پاتریسیون در ونیز بود. آلویس بزرگ‌ترین پسر در میان سه پسر خانواده بود و برادران کوچک‌تر وی پیترو و آنتونیو نام داشتند.
آلویس به طرز قابل توجهی در سنین جوانی، به عنوان یک تاجر ماجراجو، با گالی‌های (نوعی کشتی که توسط پارو رانده می‌شود) ونیزی در دریای مدیترانه کشتی‌رانی کرد. از سال ۱۴۴۲ تا ۱۴۴۸، آلویس به عنوان یک عامل تجاری برای پسر عموی خود آندریا بارباریگو، سفرهای مختلفی را در گالی‌های ونیزی به ساحل باربری و کرت انجام داد. در سال ۱۴۵۱، او به عنوان افسر تفنگ‌دار سپاه مردان تفنگ پولادی نیروی دریایی در یک گالی در اسکندریه منصوب شد. سال بعد، او در همان پست در یک گالی ونیزی به فلاندر خدمت کرد. وی پس از بازگشت، خانواده‌اش را رسوا و محروم یافت. پدرش در یک رسوایی رشوه‌خواری به دام افتاده بود، از ونیز تبعید شده و به دوک‌نشین مودنا پناه برده بود. بستگان کوئرینی او، از این فرصت استفاده کردند و اموال خانواده‌اش را تصرف کردند. این شکست چشم‌انداز آینده حرفهٔ کاداموستو در ونیز را مخدوش کرد و باعث تشویق روح ماجراجویی او شد. او امید داشت که بتواند اعتبار و ثروت از دست رفته خانوادگی‌اش را با دستاوردهای بزرگ خود بازگرداند.

## سفر اکتشافی به آفریقا
آلویس و برادرش آنتونیو در اوت سال ۱۴۵۴ و در سن ۲۲ سالگی سوار یک کشتی تجاری ونیزی شدند که کاپیتان آن مارکو ذن و مقصد آن فلاندر بود. به ظاهر، کشتی در این سفر، دچار آب و هوای بد در نزدیکی کیپ سنت وینسنت پرتغال شد. درحالی که آن‌ها منتظر بهبود شرایط آب و هوا بودند، شاهزاده پرتغالی، هنری دریانورد که صندلی خود را در نزدیکی ساگرس (ساگرس نزدیک به انتهای غربی طولانی‌ترین مسیر خط مستقیم تخمینی جهان از روی خشکی است) قرار داده بود چند نفر از عوامل تجاری خود را به رهبری منشی خود، آنتائو گونسالوس و کنسول محلی ونیزی، پاتریزیو دی کونتی به محل اعزام کرد تا تاجران سرگردان ونیزی را به بستن قراردادهای تجاری برای شکر و سایر کالاها از جزیره شاهزاده یعنی مادیرا ترغیب کند. با اطلاع بازدیدکنندگان از اکتشافات اخیر هنری در آفریقا، کاداموستو «با نشان‌دادن اشتیاق به بازدید از این مناطق تازه کشف شده» بلافاصله از شاهزاده هنری در اقامتگاهش در راپوسریا درخواست کرد تا از طرف او یک سفر اکتشافی جدید را انجام دهد که مورد موافقت هنری قرار گرفت.

### دستاوردها
به نظر نمی‌رسد که سابقه اکتشافات پرتغال قبل از آلویس کاداموستو فراتر از دلتای سینه سالوم رفته باشد. به نظر می‌رسد پیش از کاداموستو، تنها سفر اکتشافی آلوارو فرناندز در سال ۱۴۴۶ بوده که ممکن است تا کیپ روکسو رسیده باشد، اما این موضوع مورد پیگیری جدی قرار نگرفت. سفر اکتشافی ۱۴۴۷ به رهبری استوائو آفونسو از ابتدای مصب رودخانه گامبیا فراتر نرفت و پس از آن سفرهای اکتشافی به سمت کیپ ورت تا حد زیادی توسط شاهزاده هنری به حالت تعلیق درآمد. به نظر می‌رسد که مانع اصلی در برابر پرتغالی‌ها برای این موضوع، جنگ‌طلبی نیومی‌باتو (نیومینکا) و نیومی‌بانتا (ماندینکا از نیومی [بارا]) بوده‌است که هر دو توسط یک پادشاه به نام نیومیمانسا رهبری می‌شدند. کاداموستو در اولین سفر اکتشافی خود در سال ۱۴۵۵ با مخالفت روبرو شد. اما در سفر دوم خود در سال ۱۴۵۶، مخالفت‌ها با سفر وی به دلایلی رفع شد، او موفق شد اولین اروپایی (به همراه آنتونیوتو اوسودیماره و همراهان ناشناس او) شود که به رودخانه گامبیا رسیده‌است. مشخص نیست که چه چیزی باعث این تغییر نگرش یک نییومیمانسا جدید در یک سال گذشته شده‌است. تغییر در سیاست سنگامبیا؟ دیوگو گومز غیرقابل اعتماد بعداً به خود می‌بالید که میان سال‌های ۱۴۵۶ و ۱۴۵۸ به گامبیا سفرکرده و به تنهایی با نیومیمانسا برای صلح مذاکره کرده‌است، هرچند این موضوع به نظر اغراق‌آمیز می‌رسد.
هنگامی که آن‌ها رودخانه گامبیا را مشاهده کردند، کاداموستو و اوسودیمار دستاوردهای بزرگ بعدی برای گسترش اکتشافات هنریکن در آفریقا از جزایر کیپ ورد گرفته تا رودخانه کازامانس، کیپ روکسو، رودخانه کاچئو و در نهایت رودخانه گبا و جزایر بیساگوسرا رهبری می‌کردند. امتداد ساحلی که آن‌ها در سال ۱۴۵۶ کشف کردند، بزرگ‌ترین اکتشاف در میان اکتشافات پرتغالی‌ها از سال ۱۴۴۶ بود. تقریباً همان وسعت از ساحل، دوباره توسط دیوگو گومز در حدود سال ۱۴۵۸ کشف شد (با استناد به گزارش کاداموستو، به احتمال در اوایل سال ۱۴۵۶، احتمالاً توسط هانری به عنوان دنباله‌ای برای آن ساحل معرفی و شناسانده شد). رکورد دورترین نقطه کشف شده توسط کاداموستو تنها توسط پدرو دی سینترا در ۱۴۶۱ تا ۱۴۶۲ شکسته شد.

## ناویگازیونی
برای مورخان، ارزشمند بودن اکتشافات پرتغالی‌ها تحت هدایت هنری دریانورد که در گزارش‌های آلویس کاداموستو یعنی ناویگازیونی موجود است، ثابت شده‌است. از نظر علمی گزارش‌های کاداموستو، وقایع‌نگاری گومز آنس دو زورارا و خاطرات دیوگو گومز، تمام مواردی هستند که از سوابق مکتوب معاصر اکتشافات هنریکن باقی‌مانده‌اند.
گزارش‌های کاداموستو برای مورخان آفریقایی نیز ارزشمند است و اولین گزارش‌های مکتوب مفصل از منطقه سنگامبیا از این گزارش‌ها برگرفته شده‌اند، گزارش‌هایی فراتر از حواشی مکتوب که یک قرن قبل توسط مورخ عرب ابن بطوطه به آن اشاره شد. کاداموستو خلاصه‌ای از دانش معاصر اروپا در مورد غرب آفریقا را در گزارش‌هایش ارائه داده‌است.
کاداموستو اولین فرد شناخته شده‌ای است که به رودخانه سنگال با نام امروزی قابل تشخیص آن (ریو دی سنگا) به جای «نیل غربی» اشاره می‌کند.
به گفته کاداموستو، امپراتوری وولوف (گیلوفی) از شرق توسط فولا تکور/توکولر (توچوسور) و از جنوب به ایالت‌های ماندینکا در رودخانه گامبیا (گامبرا) محدود می‌شد. کاداموستو در گزارش‌هایش با جزئیات کامل در مورد سیاست، جامعه و فرهنگ ایالت‌های وولوف ذکر کرده‌است. او شرح دقیق و با جزئیات از شاهدان عینی روستای کایر را که در سال ۱۴۵۵ در آن اقامت داشت و همچنین شرحی از دربار دامل، مردم، آداب و رسوم، اقتصاد، جانوران و گیاهان محلی و غیره آن‌ها را در گزارش‌های خود ارائه داده‌است. جزئیات نگارش شده توسط وی، کنجکاوی محض کاداموستو را نشان می‌دهد. او آداب و رسوم دربار، خانه‌ها، استفاده از پوسته‌های جلدی به عنوان ارز، غذا و نوشیدنی، عملکرد بازارهای محلی، دامداری و زراعت، تولید شراب نخل، سلاح‌ها، رقص و موسیقی، واکنش به کشف‌های جدید اروپایی‌ها (لباس‌ها، کشتی‌ها، توپ، کوله‌پشتی) را در گزارش‌های خود شرح داده‌است. در تمام این موارد، روایت کاداموستو نشان‌دهنده درجه‌ای از کنجکاوی صادقانه و فقدان تعصب است که شاید برای اروپاییان آن دوران شگفت‌انگیز باشد.

### نسخه‌ها
گزارش‌های آلویس کاداموستو برای اولین بار به زبان ایتالیایی در سال ۱۵۰۷، در مجموعه معروف Paesi novamente retrovati، توسط فرانکازانو مونتالبودو ویرایش و در ویچنزا منتشر شد. به سرعت نسخه‌های ترجمه شده آن به لاتین (۱۵۰۸)، آلمانی (۱۵۰۸) و فرانسوی (۱۵۱۵) ارائه یافت.
مدت‌ها ادعا می‌شد که کاداموستو نویسنده پورتولانو دل ماری، کتاب راهنمای دریانوردی با اشاره به مسیرهای قایق‌رانی برای سواحل دریای مدیترانه که در کتابخانه سنت مارک در ونیز و با مهر انتشارات برناردو ریزو در سال ۱۴۹۰ یافت شد.